# Spider-Girl
Spider-Girl, il cui vero nome è May "Mayday" Parker, è un personaggio dei fumetti, creato da Tom DeFalco (testi) e Ron Frenz (disegni), pubblicato da Marvel Comics. La sua prima apparizione avviene in What If ...?  (vol. 2) n. 105 (febbraio 1998).
È la figlia di Peter Parker (Spider-Man) in una realtà alternativa alla Terra-616, ambientata nel futuro di questa linea temporale differente dalla continuity classica. Il What If n. 105 è di fatto l'albo iniziale di una linea editoriale denominata MC2 (letteralmente Marvel Comics 2). La linea temporale venne in seguito codificata come Terra-982.

## Biografia del personaggio
Quando Norman Osborn seppe che Peter Parker stava aspettando una figlia da sua moglie Mary Jane Watson assunse un'assassina, Alison Mongrain. La missione ebbe successo, infatti la bambina nacque morta. Questo in sintesi il destino di May Parker nella continuity ufficiale.
Nella realtà MC2 si ipotizza che Mayday, così è soprannominata la ragazza, sia nata senza problemi e abbia potuto vivere la sua vita seguendo le orme del padre e diventando una supereroina col nome di battaglia Spider-Girl.
Mayday Parker scoprì i suoi poteri durante una partita di basket, sport che pratica con abilità e passione, compiendo un balzo di cinque metri. Quando i suoi genitori vennero minacciati dal nuovo Goblin, Normie Osborn, May indossò il costume di Spider-Man di Ben Reilly e adottò l'identità di Spider-Girl. Riuscì a batterlo sia con l'astuzia che con i suoi poteri, dimostrando di essere una degna figlia dell'Uomo Ragno. Come il padre, ha indossato diversi costumi nella sua carriera, tra i quali per primo quello del defunto zio Ben Reilly, il clone di Peter Parker, e anche una versione del celebre costume nero. Agli inizi della sua carriera venne addestrata dallo "zio" Phil Urich, l'ex Goblin buono, e per un breve periodo divenne un membro dei A-Next (Avengers Next). Spider-Girl si è scontrata molte volte con i Fantastici Cinque, Darkdevil, Buzz e altri eroi. La volta in cui dimostrò tutto il suo coraggio fu quella in cui dovette combattere Dragon King, un bidello della sua scuola che aveva ricevuto da un medaglione mistico il potere di trasformarsi in un enorme drago umanoide, per salvare i suoi amici e il suo liceo. May salvò i suoi amici dai Selvaggi Sei, una formazione composta da tutti i criminali che aveva sconfitto, in quella situazione perse temporaneamente i suoi poteri e venne salvata da Raptor, la figlia del secondo avvoltoio. Nel periodo in cui usava i marchingegni di Goblin per compensare alla perdita dei poteri Spider-Girl, assieme a Raptor, aiutò Buzz a non essere arrestato dal robot di Stark per aveva rubato un costume che donava capacità sovrumane a chi lo possedeva, richiesto da J. Jonah Jameson: sotto la maschera di Buzz si celava, infatti, Jack Jameson, nipote dell'editore del Bugle. Poco dopo, dovette fare i conti con Felicity Hardy, la figlia di Felicia Hardy e di Flash Thompson, che voleva diventare la sua partner nei panni del nuovo Ragno Rosso, e assieme a lei e ai Fantastici Cinque affrontò uno Skrull potenziato che minacciava di esplodere scatenando una reazione termonucleare. Tempo dopo si scontrò con Seth, il dio serpente, ed evitò da sola che lui s'impadronisse del mondo e uccidesse tutti gli eroi, radunati nel palazzo dei Vendicatori per affrontare Seth.
May indossò un costume nero durante il periodo in cui si alleò con la Tarantula Nera per affrontare Lady Octopus e Canis alleati per diventare i padroni della malavita, venne allenata da Elektra che la preparò per affrontare i tentacoli di Lady Octopus. Alla fine arrestò tutti i criminali svelando anche che Octopus stava ingannando Canis per aiutare Tarantula a diventare il nuovo Kingpin. Recentemente ha dovuto proteggere Normie da Fury la regina dei Goblin, una criminale che crede che Norman Osborn fosse una specie di dio e che Normie debba sposarlo. Quando Brenda e Normie stavano dando un party per festeggiare il matrimonio ormai prossimo, Fury è entrata in scena fondendo Normie col simbionte nero facendolo diventare Venom. Il simbionte e Fury riuscirono a dar del filo da torcere a May e Darkdevil, tanto che quest'ultimo venne messo in fin di vita. Mente Phil nei panni del nuovo Goblin affrontava Fury, May si occupava di Venom che riuscì a sconfiggerlo solo entrando nel simbionte ed estraendo Normie dal mostro.

### Ragnoverso
Durante gli eventi di Ragnoverso, il suo ragazzo, Peter e Mary Jane vengono uccisi da Deamos, nemico di Spider-man della Terra-616. May decide di mettersi in salvo con il fratellino Ben, unendosi a un gruppo di Spider-man che viaggiano per gli universi paralleli in lotta contro Morlun e i suoi fratelli. In uno di questi scontri il fratello di May viene rapito da Deamos, fratello di Morlun, che sta cercando di placare la fame che ha, ovvero quella di uccidere gli Spider-Man del Multiverso attraverso un rito che si basa sull'uccisione di tre totem di ragno: la sposa (Cindy Moon, Silk della Terra-616), l'altro (Kaine Parker, di Terra-616) e il figlio (Benjamin Parker, figlio di Peter e Mary Jane di questa terra).
Subito dopo aver sconfitto gli Eredi, Mayday scopre che la madre Mary Jane è riuscita a salvarsi. Con l'intento di onorare la morte del padre, Mayday decide di diventare Spider-Woman, indossando il costume del padre ed iniziando a vivere assieme allo zio Ben di un'altra linea temporale. Insieme riescono a sconfiggere Hope Pym, ed a salvare la vita dei Vendicatori e di Ant-Man.

## Poteri e abilità
May possiede tutti i poteri del padre ma in forma ed in "quantità" diverse: May infatti è una mutante i cui poteri aracnoidei sono sempre stati in lei, e per questo si sono sviluppati fino ad avere forme diverse da quelle paterne.
- Forza, riflessi ed agilità sovrumane: Spider-Girl è forte e resistente solo la metà del padre, mentre lo eguaglia nei riflessi, ed è superiore in agilità[2].
- Aderire alle pareti: May può modificare i legami inter-molecolari della materia per poter aderire a tutte le superfici ma, a differenza del padre, deve concentrarsi maggiormente per restarvi attaccata. Inoltre, May può trasmettere le proprietà elettrostatiche ad altri oggetti posti ad una certa distanza da lei, facendo così in modo che oggetti diversi restino attaccati tra loro purché lei ne stia toccando uno. Un'altra differenza è che oltre a potersi attaccare agli oggetti, May può anche respingerli e usa questo potere ad esempio per potenziare i suoi salti o, se non le è possibile avvicinarsi all'avversario, colpirlo con un oggetto respinto.
- Senso di ragno: è più sviluppato perché manda segnali diversi in base alla natura del pericolo che incombe e, grazie a questo, Spider-Girl sa quanto un pericolo sia grave, se è rivolto solo a lei e se è una fonte di pericolo nuova o già incontrata; è anche più preciso perché indica l'origine e la direzione esatte del pericolo. Inoltre, non essendo May mai stata in simbiosi con Venom, quest'ultimo, come tutti gli altri simbionti discendenti da lui, fanno scattare il suo senso di ragno, rendendola, per certi versi, meno inerme quando li affronta.
- Rigenerazione: May guarisce più in fretta dalle ferite rispetto ad un essere umano normale, ma meno in fretta rispetto a suo padre.

## Storia editoriale
Fa la sua prima apparizione sull'ultimo numero (105) della seconda serie di What if...? scritto da Tom DeFalco e Ron Frenz, disegnato da Ron Frenz e Bill Sienkiewicz. La serie What if...? è famosa per presentare ipotetici sviluppi alternativi di storie Marvel tra le più popolari. In questa particolare occasione, oltre ad esplorare cosa sarebbe avvenuto se la figlia di Peter Parker e Mary Jane fosse sopravvissuta, viene dato il via a un nuovo universo Marvel parallelo, detto "MC2".
Il successo riscosso dall'albo portò alla creazione di una linea di albi dedicati a questo universo, che non ebbe molta fortuna, con l'eccezione della serie regolare Spider-Girl, iniziata nell'ottobre del 1998, preceduta da un numero 0 che ristampava il What If.? con le origini dell'eroina. La serie regolare ha avuto una durata di 100 numeri ed è stata scritta sempre da DeFalco, alternando vari disegnatori e inchiostratori fra cui Ron Frenz, Pat Olliffe, Al Williamson e Sal Buscema. Con alterne fortune, Spider-Girl vanta anche un singolare record: è la serie Marvel dedicata a un personaggio femminile di maggior durata.
Successivamente alla chiusura di Spider-Girl, le nuove avventure del personaggio vennero pubblicate nella collana Amazing Spider-Girl.
In Italia Spider-Girl è stata parzialmente pubblicata sulle pagine di L'Uomo Ragno della Panini Comics alternata con varie serie d'appendice. Dopo la pubblicazione delle origini nel numero 274, il primo episodio della serie regolare è stato tradotto sul numero 275 (12 agosto 1999).

## Altri media
Cinema
Una versione bambina di Mayday comprare in Spider-Man: Across the Spider-verse.
Videogiochi
- Spider-Girl compare come skin della Donna Ragno in Marvel: La Grande Alleanza.
- Marvel Super Hero Squad Online
- Marvel: Avengers Alliance
- Marvel Heroes
- Marvel Puzzle Quest
- Spider-Man Unlimited
- Marvel Strike Force